# Mwiriba
Mwiriba är ett vattendrag i Burundi.   Det ligger i provinsen Rutana, i den centrala delen av landet, 80 km sydost om huvudstaden Bujumbura.
I omgivningarna runt Mwiriba växer huvudsakligen savannskog. Runt Mwiriba är det ganska tätbefolkat, med 230 invånare per kvadratkilometer.